# Diözese Belize
Die Diözese Belize (englisch Diocese of Belize) ist die anglikanische Diözese in dem mittelamerikanischen Land Belize. Sie wurde 1883 begründet. Gegenwärtig (2020) ist Philip Wright Bischof der Diözese.
Ursprünglich waren die Gemeinden in Britisch-Honduras Teil der Church of England; 1883 wurden sie mit anderen Ländern der Karibik ein Teil der Church in the Province of the West Indies. Heute umfasst die Diocese of Belize 31 Gemeinden, die über das Land verteilt sind. Sie engagiert sich in missionarischen Bewegungen auf nationaler und internationaler Ebene. In Partnerschaft mit der Regierung unterhält sie außerdem 20 Schulen im Land.

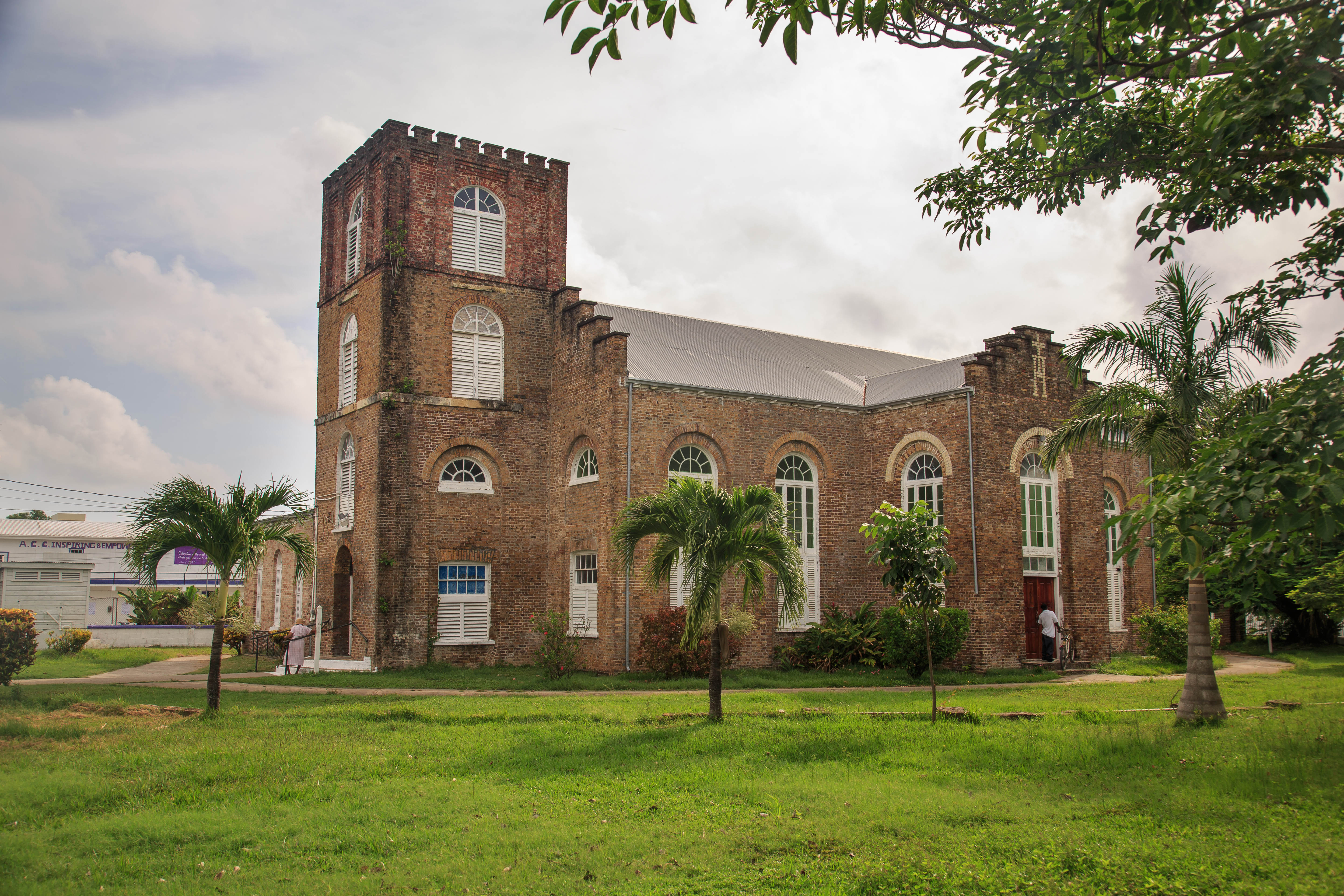
St. John’s Anglican Cathedral, 2013

## Geschichte
Die Geschichte der anglikanischen Kirche in Belize geht zurück auf die Missionierung der Eingeborenen-Stämme der Miskitoküste (Mosquitia) in der Mitte des 18. Jahrhunderts. Nach wiederholten Aufrufen von Mr Peat, dem damaligen Rector of Jamestown, Jamaika, entsandte die Society for the Propagation of the Gospel in Foreign Parts (SPG) eine ganze Reihe von Missionaren zur Arbeit unter den Mosquito-Indianern. Dies begann um 1747 mit Nathan Prince. Viele dieser Missionare hatten nur eine kurze Lebensspanne. Oft erlagen sie den schwierigen Bedingungen und verstarben bald nach der Ankunft in der Region.

### Erste Chaplains für das Belize Settlement
Robert Shaw übernahm 1774 die Moskito Coast Mission. Jedoch bereits 1776 musste er aufgrund von Krankheit und der Unverträglichkeit des Klimas nach England zurückkehren. Er wurde durch William Standord ersetzt. Auf seinem Rückweg von der Mosquito Coast hatte Shaw einen Aufenthalt in dem Belize Settlement (Bay Settlement), wo zu der Zeit britische Buccaneers auf St. George’s Caye lebten, einigen Meilen vor der Küste. Shaw blieb und wurde der erste Chaplain (Kaplan) des Belize Settlement.
Shaws Amtszeit wurde von einer spanischen Invasion 1779 unterbrochen. Shaw floh an die Moskito-Küste. Die amtlichen Aufzeichnungen geben keinen Hinweis auf einen permanenten Kaplan zwischen den späten 1780ern und 1794, vielleicht auch aufgrund der ungeklärten Territorial-Verhältnisse zwischen Spanien und England im Zusammenhang mit der Schlacht von St. George’s Caye im September 1798. Das Andenken an die Schlacht wird noch heute jährlich am 10. September begangen. Kirchliche Aufgaben wurden in dieser Zeit von den Magistraten übernommen.
Im März 1794 wurde William Stanford als Kaplan ernannt. Zu der Zeit war die Kolonie auf das Festland umgezogen und entwickelte sich zu Belize Town (heute: Belize City). Trotz früher Auseinandersetzungen mit den Siedlern und dem Superintendent (Gouverneur) wurde Stanford später sogar Police Magistrate. Dies war ein Vollzeitamt mit administrativen und richterlichen Aufgaben in der lokalen Regierung und eine äußerst einflussreiche Position. 1803 wurden durch eine Verordnung des Magistrats und durch die Bemühungen von Stanford öffentliche Gelder eingesetzt, um die Kaplanei auszubauen.
Zwischen 1776 und 1810 waren die beiden Kaplane Shaw und Stanford stärker mit Verwaltungsaufgaben der Kolonie beschäftigt als mit kirchlichen Aufgaben. Sie wirkten mehr als soziale Stabilisatoren denn als Evangelisten. Aufgrund ihrer Bemühungen und einem wachsenden Sinn für Dauer unter den Siedlern begann die Kolonie jedoch ein Kirchengebäude zu errichten. Es wurde ein Rector berufen und 1810 entstand eine Schule. Am 20. Juli 1812 wurde der Grundstein der späteren St. John’s Cathedral gelegt vom damaligen Superintendent, Lt. Colonel John Nugent Smyth. 1817 stimmten die Magistrate einer Petition um Hilfen für die Fertigstellung der Kirche zu. 1818 bewilligte die Society for the Propagation of the Gospel in Foreign Parts (SPG) 200 Dollar für das Projekt.

### Beginn von evangelikalem Einfluss
Um 1818 kam John Armstrong nach Belize als Ablösung für Stanford. Er wurde der dritte Chaplain der Siedlung. Seine Ankunft brachte beeindruckende Veränderungen in der Beziehung zwischen der Kirche und der gesamten Gemeinschaft mit sich. Armstrong war geprägt von der wesleyanisch ausgerichteten Ersten Erweckung (First Great Awakening), welche sich damals in England ausbreitete. Mit Armstrong begann der Einfluss eines evangelikal geprägten Christentums in Belize.
Zwei Jahre später, als 1814 ein neuer Superintendent eintraf, verstärkte sich der evangelikale Einfluss, weil Sir George Arthur selbst ein evangelikaler Anglikaner mit streng calvinistischen Ansichten war. Er und Armstrong starteten ein Programm zur Reform der Gesellschaft, sehr zum Missfallen der Siedler. Er verdammte ihre Trunksucht, Immoralität, Grausamkeit gegenüber den Sklaven und die Ungerechtigkeit ihrer Gerichte.
Armstrong und Arthur stimmten nicht immer in ihren Vorstellungen über die Regierung überein. Arthurs ständige Einmischung in Armstrongs Arbeit führte oft zu Spannungen zwischen den beiden. Jedoch waren beide Männer von ähnlichen religiösen Überzeugungen getrieben. Sie förderten nach Kräften die Arbeit der Kirche in der Kolonie und ließen Kapellen erbauen und Schulen eröffnen. Armstrong beteuerte immer wieder, wie gerne er seinen Dienst auf die Eingeborenen in der Umgebung der Kolonie und entlang der Moskito Shore ausdehnen wollte, aber er war nie fähig, dieses Ziel zu erreichen. Während dieser Zeit, am 19. November 1823, erreichten aber ca. 19.500 Garinagu-Flüchtlinge (Garifuna) Belize. Dieses Datum wird seit 1941 als Garifuna Settlement Day gefeiert.
1825 kam der frühe evangelikale Einfluss zum Stillstand, nachdem Arthur und Armstrong die Kolonie verlassen hatten, auch aufgrund der Bemühungen einer Mehrheit der Siedler. Arthur wurde durch General Edward Codd abgelöst und Armstrong durch Matthew Newport 1824. Newport war ein Anhänger des traditionellen Anglikanismus und wollte während seiner Amtszeit die Diözese dahin zurückführen. Er machte die Kolonie für die nächsten 36 Jahre zu seiner Heimat.

## Unter der Jurisdiktion der Diözese Jamaika

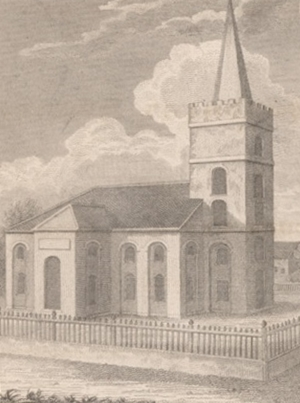
St. John’s Church, 1825

Am 13. April 1826 wurde die Kathedrale St John’s von Christopher Lipscomb, dem Bischof von Jamaika, geweiht. Er war erst im Juli 1824 konsekriert und als Bischof in Jamaika eingesetzt worden mit Jurisdiktion über die Kirche im Belize Settlement auf Grundlage des Bishoprics, etc., in West Indies Act 1842 (Gründung der Diözese Jamaika). Der Staat finanzierte dafür zwei Kleriker-Stellen. Der Besuch von Lipscomb war der erste Besuch eines Bischofs im Belize Settlement. Um 1830 begann auch das Codrington College in Barbados Kandidaten für den Dienst in den Kolonien auszubilden.
Die Beziehung mit der Diocese of Jamaica erwies sich als günstig für die Kirche im Bay Settlement. Eine Förderung durch den Negro Instruction Fund der SPG wurde für den Bau einer Schule in Belize Town eingesetzt mit dem Ziel, Bildung für die Sklaven zu ermöglichen, die nun rechtlich frei waren. Missionare der SPG konnten seitdem ebenfalls von Jamaika nach Belize entsandt werden, wie zum Beispiel Charles Mortlock. Er war 1844 der erste Missionar in mehr als 40 Jahren.
Die Erweiterung von Belize Town nach Norden Mitte der 1800er Jahre machte den Bau einer zweiten Kirche notwendig. Ein kleines Holzgebäude am Nordrand der Stadt wurde 1852 für St Mary the Virgin geweiht. Es wurde geweiht von dem evangelikalen Aubrey Spencer, Bischof von Jamaika. Einige Jahre später, 1859, wurde der Anglo-Guatemalan Treaty unterzeichnet, die Basis für den andauernden Territorialkonflikt zwischen Belize und Guatemala.
Der Bischof von Jamaika suchte 1862 die Unterstützung der SPG, um eine Mission im nördlichen British Honduras zu errichten. 1868 konnte der Bischof A. T. Giolme als Missionar nach Corozal entsenden.

## Auflösung der Diözese
Am 2. August 1872 wurde die Anglican Church in British Honduras aufgelöst, nachdem schon die Diözese in Jamaika 1870 aufgelöst worden war. Die vorherrschende Stellung der Anglikanischen Kirche war zu der Zeit bereits am Schwinden, wohl teilweise aufgrund der Differenzen innerhalb der Kirche in Bezug auf „High church“ und „Low church“. Außerdem erstarkten die Strömungen der Nonkonformisten (vor allem Methodisten und Baptisten); und auch die Römisch-katholische Kirche gewann an Einfluss durch den Zustrom der Flüchtlinge aus Yucatán nach dem Kastenkrieg. Diese Entwicklungen veränderten den Status der Kirche im Settlement. Seither war sie stärker auf Eigenorganisation angewiesen.
Die Auflösung der Diözesen in Jamaika und British Honduras stellte beide Kirchen auch unter separate Jurisdiktionen. Als Reginald Courtenay 1879 als Bischof von Jamaika zurücktrat, wurde sein Nachfolger, William Tozer, separat als Bischof von Honduras eingesetzt, und behielt diesen Titel sogar, nachdem er den Bischofstitel von Jamaika abgegeben hatte. Tozers Nachfolger, Enos Nuttall, war früher methodistischer Missionar in Jamaika gewesen. 1880 wurde er Bischof von Jamaika. Er erhielt vom Erzbischof von Canterbury den Auftrag, die Kirche in Britisch-Honduras neu zu organisieren. Nuttall konnte das Colonial Office dazu bewegen, einige Änderungen im Disestablishment Law zu veranlassen. Dadurch wurde der Besitz der Kirche geschützt, das neue Gesetz wurde als Church of England Act am 19. Februar 1883 verabschiedet. William Austin von Guyana wurde der erste Primas der Province of the West Indies 1883. Nuttall selbst wurde 1893 Primas; sein Titel wurde umgewandelt in Archbishop of the West Indies (1897).

## Eigenständige Diözese
Am 10. August 1883 wurde durch Edward White Benson, den Erzbischof von Canterbury, die Church in Belize als separates Bistum begründet. Nuttall behielt zunächst die Jurisdiktion über die Diözese bis 1891.

## Erweiterte Diözese
Henry Holme wurde am 1. März 1891 als erster Bishop of British Honduras in der St Michael’s Kathedrale in Barbados geweiht. Dies war die erste Bischofsweihe in den Westindischen Inseln. Holme langte am 4. April in der Kolonie an, starb aber bereits vier Monate später in einem Schiffbruch. Sein Nachfolger wurde George Albert Ormsby, dessen Ernennung 1893 erfolgte. Die SPG unterstützte seine Ausstattung.
Ein Jahr später, am 10. Januar 1894, wurde Ormsbys Jurisdiktion auf Guatemala, Honduras, Nicaragua und Costa Rica ausgedehnt. 1895 wurde das Gebiet nochmals ausgeweitet auf Panama, Bolivien, Magdalena, Isthmus of Panama und die City of Panama. Ormsby teilte die Kolonie von British Honduras selbst in acht große Mission Districts und hatte achtzehn Kleriker in seiner erweiterten Diözese. Unterstützungsmittel von der SPG waren eine große Unterstützung für diese Erweiterungen.
Ormsby wurde 1908 von Herbert Bury abgelöst. Zu dieser Zeit wurde die Diözese wieder verkleinert durch die Übertragung aller Gebiete vom Isthmus of Panama und südlich davon in die Jurisdiktion der Episkopalkirche der Vereinigten Staaten von Amerika. Auf Bury folgten Walter Farrar (1912) und Edward Dunn (1917). Dunn blieb Bischof bis 1943 und zu gleicher Zeit war er auch Archbishop of the West Indies (1936–1943).
1927 verfügte Dunn über zehn Kleriker in sechs Ländern. Viel Arbeit geschah unter den Moskito Indians, welche die Kirche treu unterstützten und sich danach sehnten, unter der Herrschaft der Briten zu leben, wie es schon ihre Vorfahren getan hatten.
Der Mangel an Priestern blieb jedoch bestehen. 1930 versuchte die Diözese Derby in England, die Kirche zu unterstützen, indem sie Priester entsandte, die in der Diocese of British Honduras arbeiteten. Steven L. Caiger war einer der ersten, die gingen. Er war zuerst in British Honduras und später in Guatemala. Nach ihm kam R. A. Pratt, der später auch Archdeacon of Belize wurde.
1931 verwüstete ein Hurrikan die Colony of British Honduras und verursachte auch schwere Schäden an den kirchlichen Gebäuden. Sowohl die Kathedrale und St Mary’s Church als auch deren jeweilige Rectories wurden schwer beschädigt. Erneut kam die SPG zu Hilfe mit Mitteln aus dem Marriot-Vermächtnis. Weitere Erschwernisse entstanden, als die United Fruit Company in den 1930ern schwere Verluste machte. James Hughes diente als Bischof von 1944 bis 1945. Sein Nachfolger wurde Douglas Wilson, der von 1945 bis 1950 Bischof war.
Zwischen 1947 und 1957 wurde die Diözese erneut verkleinert durch die Überführung der Arbeit in Panama, El Salvador (Iglesia Episcopal Anglicana de El Salvador), Honduras (Diócesis de Honduras), und Guatemala (Iglesia Episcopal de Guatemala) in die Jurisdiktion der Episcopal Church of the USA. Die Diözese beschränkte sich nun wieder auf die ursprüngliche geographische Ausdehnung von British Honduras. In dieser Zeit begann Gerald Brooks seine Amtszeit als Bischof (1950) und er blieb bis 1966 auf dem Posten. Während seiner Amtszeit setzte der Hurrikan Hattie Belize City (1961) und Belize wurde ein selbstständiger Staat. Brooks Nachfolger war Benjamin Vaughan (1967–1971) und 1970 wurde die Hauptstadt von Belize offiziell von Belize City nach Belmopan verlegt. In der Folge wurde in Belmopan St Ann’s Church in Belmopan gebaut. Eldon Sylvester begann 1972 als Bishop of British Honduras.

## Ökumenische Beziehungen
Als 1973 der Name „British Honduras“ in „Belize“ geändert wurde, wurde die Diözese zur „Church of England in Belize“ und Sylvesters Titel wurde geändert in „Bishop of Belize“. Mit der Einrichtung der Diözese im Anglican Diocese of Belize Act 2013 wurde die Diözese umbenannt in „Anglican Church in the Diocese of Belize“.
1975 begann die Diözese von Belize eine ‘companion relationship’ mit der Diocese of New York der Episkopalkirche der Vereinigten Staaten von Amerika. 1978 beendete Sylvester seine Amtszeit als Bischof und K. A. McMillan wurde Bischof von 1980 bis 1988.
McMillans Nachfolger war Brother D. Smith SSF (1989–1992) und danach Sylvester Romero Palma (1994–2004). Die 'companion relationship' mit der Diocese of New York wurde ergänzt durch vergleichbare Verbindungen mit den Diözesen von North Carolina (1984–1993), Georgia (1990–1996), Los Angeles (1996) und der Diocese of Southern Virginia der Episcopal Church.
Philip Wright wurde 2005 Bischof. Die Diözese ging 2014 eine 'companion relationship' mit der Diocese of St Albans der Church of England ein. 2012 gestaltete Wright die erste Homepage der Diözese und das Onlineprogramm Anglican Theological Institute’s (ATI) in Verbindung mit dem Online Anglican Theological College Program (OATC) wurde gestartet. Der Direktor von ATI begründete die Anglican Daily Office Website hauptsächlich für die Nutzung von Studenten. Er war eine Schlüsselperson für die Übersetzung des Book of Common Prayer (1995) ins Spanische 2016 für die Church in the Province of the West Indies (CPWI).
Belize ist heute eine von acht Diözesen, die zusammen die CPWI bilden (gegründet 1883). Die Anglican Church in Belize ist Mitglied sowohl im Belize Council of Churches (BCC), als auch im Caribbean Council of Churches (CCC).